# Reidar Dørum
Reidar Dørum (ur. 3 października 1925, zm. 16 grudnia 2014) – norweski piłkarz występujący na pozycji napastnika.

## Kariera
Przez całą karierę Dørum występował w zespole FK Ørn-Horten. W sezonie 1949/1950 z 13 bramkami na koncie został królem strzelców pierwszej ligi norweskiej.